# Lisa Schürenberg
Lisa Schürenberg, eigentlich Elisabeth Schürenberg, (* 16. Januar 1903 in Düsseldorf; † 9. November 1952 in Freiburg im Breisgau) war eine deutsche Kunsthistorikerin.

## Leben
Lisa Schürenberg, aus der Essener Industriellenfamilie Schürenberg stammend, studierte Kunstgeschichte. 1925 wurde sie mit einer Untersuchung zur Baugeschichte des Mindener Doms an der Universität Freiburg bei Hans Jantzen promoviert. Anschließend war sie in der Kunstdenkmälerinventarisation der Provinz Sachsen unter Hermann Giesau tätig. Am 29. Februar 1936 wurde sie an der Universität Freiburg mit ihrer 1934 erschienenen Schrift „Die Kirchliche Baukunst in Frankreich zwischen 1270 und 1380“ habilitiert, gegen die Verleihung einer Dozentur bestanden in der Fakultät jedoch Bedenken. Vom 1. Februar 1942 bis zum 1. Juli 1942 war sie Assistentin am Deutschen Institut in Paris. Zum Wintersemester 1943/44 erhielt sie einen Lehrauftrag für Architekturgeschichte an der Universität Freiburg. Am 23. November 1949 wurde sie zur Dozentin ernannt, jedoch ohne Bezüge.
Ihr Forschungsgebiet war die Geschichte der Architektur des Mittelalters in Deutschland und Frankreich.

## Veröffentlichungen (Auswahl)
- Die Baugeschichte des Domes zu Minden i. W. mit Ausnahme des romanischen Westwerks. Freiburg 1926 (Dissertation).
- mit Karl Becker, Margarethe Brückner, Ernst Haetge: Die Stadt Erfurt. Bd. 1: Dom, Severikirche, Peterskloster, Zitadelle (= Die Kunstdenkmale der Provinz Sachsen Bd. 1). Hopfer, Burg 1929.
- Das mittelalterliche Stendal. Hopfer, Burg 1929.
- Die kirchliche Baukunst in Frankreich zwischen 1270 und 1380. Klinkhardt & Biermann, Leipzig 1934.
- Das Freiburger Münster (Führer zu großen Baudenkmälern). Berlin 1944
- Der Dom zu Metz. Diesterweg, Frankfurt 1940, 2. Auflage 1942.
- Die Reichenau (= Große Baudenkmäler 106). Deutscher Kunstverlag, Berlin 1948, 8. Auflage 1971.
- Cluniazenser. In: Reallexikon zur Deutschen Kunstgeschichte Band 3. Stuttgart 1953, Sp. 801–824 (Digitalisat).